# Leichtathletik-Europameisterschaften 2010/Teilnehmer (Norwegen)

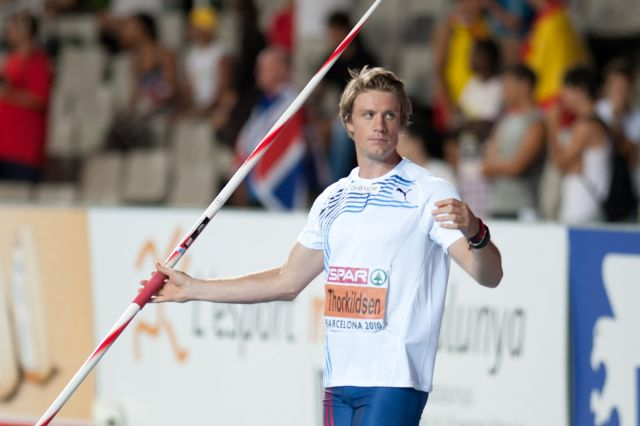
Andreas Thorkildsen verteidigte seinen Titel im Speerwurf

Norwegen meldete 39 Sportler, davon 18 Männer und 21 Frauen, für die Leichtathletik-Europameisterschaften 2010 vom 27. Juli bis zum 1. August in Barcelona.
| Wettbewerb        | Männer | Frauen                                                                             |
| ----------------- | --- | ---------------------------------------------------------------------------------- |
| 100 m             | Jaysuma Saidy Ndure (6. Platz)                                                                                       | Folake Akinyemi (Disqualifiziert) Ezinne Okparaebo (4. Platz)                      |
| 200 m             | Jaysuma Saidy Ndure (5. Platz)                                                                                       | Folake Akinyemi (nicht gestartet)                                                  |
| 1500 m            | Henrik Ingebrigtsen (13. Platz) Morten Velde (23. Platz)                                                             | Ingvill Måkestad Bovim                                                             |
| 5000 m            | Sindre Buraas Sondre Nordstad Moen                                                                                   | Karoline Bjerkeli Grøvdal Ragnhild Kvarberg                                        |
| 10.000 m          | Sondre Nordstad Moen                                                                                                 | Karoline Bjerkeli Grøvdal                                                          |
| Marathon          | Øystein Sylta | Kjersti Karoline Danielsen Christina Bus Holth Kirsten Melkevik Otterbu            |
| 3000 m Hindernis  | Bjørnar Ustad Kristensen                                                                                             |                                                                                    |
| 100 m Hürden      | – | Christina Vukicevic                                                                |
| 400 m Hürden      | Andreas Totsås | Stine Tomb                                                                         |
| Hochsprung        | | Tonje Angelsen Stine Kufaas                                                        |
| Stabhochsprung    | | Cathrine Larsåsen                                                                  |
| Weitsprung        | | Margrethe Renstrøm (13. Platz)                                                     |
| Dreisprung        | | Inger Anne Frøysedal                                                               |
| Diskuswurf        | Fredrik Amundgård Gaute Myklebust                                                                                    | Grete Etholm                                                                       |
| Hammerwurf        | Eivind Henriksen | Mona Holm                                                                          |
| Speerwurf         | Andreas Thorkildsen (Gold)                                                                                           |                                                                                    |
| Siebenkampf       | – | Ida Marcussen (14. Platz)                                                          |
| Zehnkampf         | Lars Vikan Rise (8. Platz)                                                                                           | –                                                                                  |
| 50 km Gehen       | Trond Nymark (Disqualifiziert)                                                                                       | –                                                                                  |
| 4 × 100 m Staffel | Philip Bjørnå Berntsen Tormod Hjortnæs Larsen Christian Settemsli Mogstad Jaysuma Saidy Ndure Simon Rønsholm Sandvik | Folake Akinyemi Mari Gilde Brubak Siri Eritsland Ida Bakke Hansen Ezinne Okparaebo |